# Jesús Gómez Santiago
Jesús Gómez Santiago (Burgos, 24 de abril de 1991) es un deportista español que compite en atletismo, especialista en las carreras de mediofondo.
Ganó dos medallas de bronce en el Campeonato Europeo de Atletismo en Pista Cubierta, en los años 2019 y 2021, ambas en la prueba de 1500 m.
Participó en los Juegos Olímpicos de Tokio 2020, en la prueba de 1500 m, quedando en el decimosegundo lugar en su serie de la primera ronda, sin poder clasificarse para las semifinales.

## Palmarés internacional
| Campeonato Europeo en Pista Cubierta | Campeonato Europeo en Pista Cubierta | Campeonato Europeo en Pista Cubierta | Campeonato Europeo en Pista Cubierta |
| Año                                  | Lugar                                | Medalla                              | Prueba                               |
| ------------------------------------ | ------------------------------------ | ------------------------------------ | ------------------------------------ |
| 2019                                 | Glasgow (Reino Unido)                | Medalla de bronce                    | 1500 m                               |
| 2021                                 | Toruń (Polonia)                      | Medalla de plata                     | 1500 m                               |

## Marcas personales
| Prueba      | Marca   | Lugar      | Fecha                |
| ----------- | ------- | ---------- | -------------------- |
| 800 metros  | 1:45.67 | Madrid     | 14 de julio de 2017  |
| 1000 metros | 2:20.62 | Ibiza      | 18 de mayo de 2019   |
| 1500 metros | 3:33.07 | Mónaco     | 14 de agosto de 2020 |
| 3000 metros | 8:15.57 | Valladolid | 24 de enero de 2015  |

| Prueba      | Marca   | Lugar    | Fecha                 |
| ----------- | ------- | -------- | --------------------- |
| 800 metros  | 1:47.93 | Sabadell | 6 de febrero de 2019  |
| 1500 metros | 3:36.68 | Liévin   | 19 de febrero de 2020 |
| 3000 metros | 7:48.76 | Valencia | 18 de enero de 2019   |